# Bandiera dell'Adighezia
La bandiera dell'Adighezia è composta da 12 stelle gialle su sfondo verde: nove, disposte a semicerchio, rappresentano le 9 tribù aristocratiche dell'etnia adiga, le 3 stelle disposte in basso rispetto al vertice del semicerchio rappresentano le tre tribù popolari. Le frecce, in origine il simbolo di fraternità e di coraggio tra le tribù, oggi esse simboleggiano la fratellanza e l'unità di tutte le etnie della Adighezia. Il colore, verde, è un omaggio all'Islam.
La bandiera venne originariamente disegnata nel 1830 dal delegato britannico nella regione, David Urquhart. Dopo il crollo dell'Unione Sovietica, la bandiera venne adottata come vessillo della Repubblica federale il 24 marzo 1992.